# Icebreakers de Chesapeake
Les Icebreakers de Chesapeake sont une équipe professionnelle de hockey sur glace qui évoluait dans la Ligue de hockey de la côte Est (ECHL) de 1997 à 1999. Leur domicile était situé dans un centre équestre converti en aréna nommé The Show Place Arena dans la ville de Upper Marlboro, au Maryland. La franchise connait un succès relatif en raison d'une campagne de publicité déficiente auprès de la communauté et d'un manque total de couverture médiatique de la part des journaux locaux. L'équipe déménage dans la ville de Jackson au Mississippi pour devenir les Bandits de Jackson après leur deuxième saison.

## Histoire de la franchise
L'équipe qui évolue dans la ville de Upper Marlboro, au Maryland, une banlieue du district fédéral de Washington DC, intègre l'ECHL pour la saison 1997-1998. Elle est notamment connue pour avoir joué le match le plus long de l'histoire de l'ECHL : après avoir été expulsé du match, l'entraîneur des IceBreakers, Chris Nilan, refuse de renvoyer ses joueurs sur la patinoire pour disputer la fin du match contre les IceCaps de Raleigh. L'officiel déclare alors l'équipe forfait mais le bureau des gouverneurs de la ligue annule ensuite la décision et ordonne que les deux équipes terminent les cinq minutes restant au match avant décembre 1997 à Raleigh.
Elle est affiliée aux Bears de Hershey de la Ligue américaine de hockey et au Lightning de Tampa Bay de la Ligue nationale de hockey de 1997 à 1999 ainsi qu'aux Lumberjacks de Cleveland de la Ligue internationale de hockey en 1998-1999.

## Statistiques
| No | Saison    | PJ | V  | D  | N  | DP | BP  | BC  | Pts | Classement           | Séries éliminatoires | Entraîneur  |
| -- | --------- | -- | -- | -- | -- | -- | --- | --- | --- | -------------------- | -------------------- | ----------- |
| 1  | 1997-1998 | 70 | 34 | 28 | 8  | 0  | 252 | 239 | 76  | 3e division Nord-Est | Éliminés au 1er tour | Chris Nilan |
| 2  | 1998-1999 | 70 | 34 | 25 | 11 | 4  | 229 | 206 | 79  | 4e division Nord-Est | Éliminés au 2e tour  | Chris Nilan |